# Kafr Jahmul
Kafr Jahmul (arab. كفر يحمول) – miejscowość w Syrii, w muhafazie Idlib. W 2004 roku liczyła 3179 mieszkańców.